# Ludwig Kergel
Carl Franz Ludwig Kergel (* 23. Januar 1814 in Strehla an der Elbe; † 2. November 1874 in Dresden) war ein deutscher Maler, Zeichner und Grafiker.

## Leben
Ludwig Kergel besuchte von 1833 bis 1835 die Kunstakademie in Dresden. Dort war er ab 1847 als freiberuflicher Maler und Zeichenlehrer tätig. Zunächst Bildnisse und Bilder der biblischen Historie malend, wandte er sich ab 1848 exklusiv der architektonischen Darstellung zu. Die Motive seiner als Gouache, Aquarell oder Ölgemälde ausgeführten Werke fand er etwa in den sächsischen Städten Dresden, Meißen, Bautzen, in bayrischen Orten (Burg Trausnitz) und dem alten Hamburg. Studienreisen führten ihn u. a. nach Holland. Zum Teil sind seine Bilder auch mit Genrefiguren ausstaffierte Phantasiekompositionen. Mit seinen bevorzugten alten Stadtpartien, Schlössern an stillen Weihern, Mondschein- und Winterstimmungen erweist er sich als Nachfahr der romantischen Landschaftsmalerei. Kergel war mit seinen Werken regelmäßig auf den Ausstellungen der Dresdener Akademie vertreten, so 1860 mit dem Bild Partie an der Alster unterhalb Hamburg. Zudem war er Illustrator für im Dresdner Verlag von Carl Christian Meinhold herausgegebene Kinderbücher.

## Werke (Auswahl)
Als Illustrator
- Moritz Heger (Hrsg.): Zuckerdütenbuch für alle Kinder, die zum ersten Male in die Schule gehen. Mit Illustr. nach L. Kergel. Meinhold, Dresden 1852 (digital.staatsbibliothek-berlin.de).
- Moritz Heger: Silberblicke aus der Kinderwelt. Ein Bilderbuch für Kleine und Große. Mit Illustr. von L. Kergel. Meinhold, Dresden 1853 (publikationsserver.tu-braunschweig.de Kinderbuchsammlung).